# Saint-Martin-sous-Vigouroux
Saint-Martin-sous-Vigouroux é uma comuna francesa na região administrativa de Auvérnia-Ródano-Alpes, no departamento de Cantal. Estende-se por uma área de 18,79 km². Em 2010 a comuna tinha 232 habitantes (densidade: 12,3 hab./km²).